# اباذر (نیر)

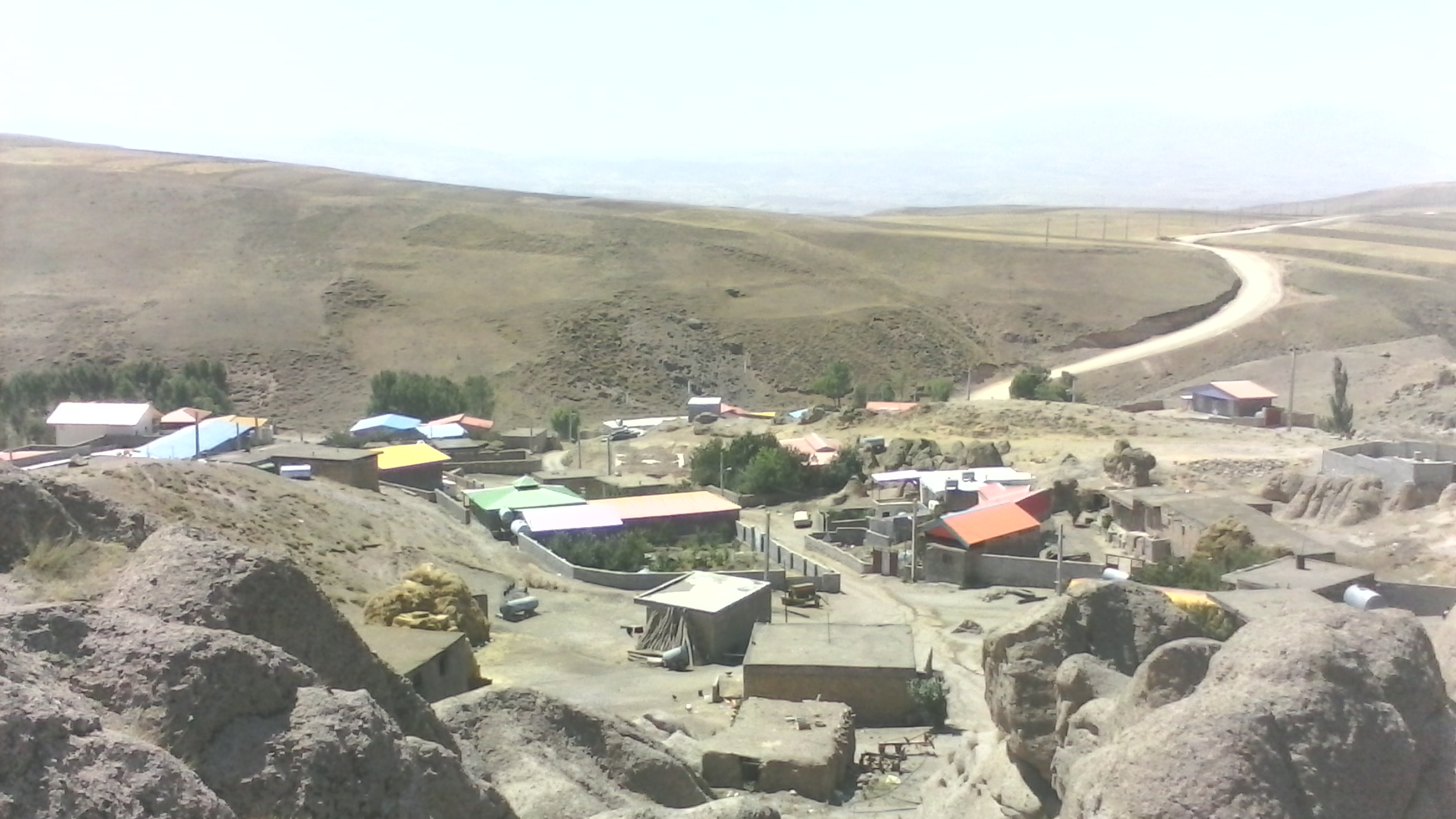
روستای اباذر

اباذر روستایی است در شهرستان نیر در استان اردبیل.
«از آبادی‌های دهستان یورتچوی شرقی از توابع بخش کورائیم شهرستان نیر که در سمت شمال شرقی دهستان قراردارد و از شمال با دهستان رضاقلی قشلاقی، از شرق با دهستان تکبلاغ و کورائیم و از غرب با روستای ساقیزچی مجاورت دارد و درسال ۱۳۹۰ تعداد ۳۹ خانوار سکنه و ۱۰۱ نفر جمعیت داشته‌است.»

## دهکده تاریخی اباذر
«دهکده تاریخی اباذر در فاصله ۹٫۵ کیلومتری جنوب شهر نیر و ۱٫۵ کیلومتری روستای فعلی اباذر قرار دارد این دهکده گرچه در پشت تپه نه چندان مرتفعی قرار گرفته، اما به دلیل استفاده مناسب از عوارض طبیعی حتی تا چند قدمی آن نیز قابل رویت نیست و در چنان مکان مخفی و مطمئنی ساخته شده که دارای موقعیت تدافعی خاصی باشد دهکده صخره ای اباذر از ترکیب ۱۳ واحد یا فضای معماری تشکیل شده‌است که هر واحد به‌طور مستقل در دامنه یا شیب صخره، رو به جنوب کنده شده‌اند. بعضی از واحدها به صورت منفرد و تعدادی دیگر با توجه به عملکردشان متشکل از چندین قسمت هستند. علاوه بر این در جلوی هر فضای صخره‌ای بقایای دیوارهای سنگی به چشم می‌خورد که قطر هر کدام به یک متر می رسد. اغلب آثار معماری صخره‌ای این دهکده دارای دریچه‌های نورگیر سقفی برای روشنایی فضای داخلی می‌باشند. آثار تاریخی بدست آمده در این دهکده به دوره‌های قبل از اسلام و اوایل دوره اسلامی مرتبط می‌باشند. راه رسیدن به دهکده تاریخی اباذر از کنار آبگرم ساقیزچی می‌گذرد. جاده مواصلاتی ساقیزچی در مکانی موسوم به لانه اژدها درنزدیکی دهکده ساقیزچی، دو شاخه می‌شود. انشعابی که به سمت جنوب‌شرقی و دهکده اباذر ادامه پیدا می‌کند. حدود ۲ کیلومتر بعد به باغ دره ای در دل منطقه ای کوهستانی منتهی می‌شود که دهکده صخره‌ای اباذر را در خود جای داده‌است. این دهکده دردل صخره و درپشت قبرستان و تپه نه چندان مرتفعی قرار دارد.
هچنین گورستان این روستا در ضلع شرقی این روستا که در منطقه ای بنام داغ داشی که نرسیده به روستای تکبلاغ می باشد قرار داد که مدفن بزرگان بسیاری از خاندان های این روستا می باشد که از این خاندان ها می توان به خاندان مرادیان ها-پورسعیدها- عبادی ها-ندایی ها و...  اشاره کرد که عمده ی اعضای تشکیل دهنده این روستا می باشند»